# روبرت ياكوبس فوربس
روبرت ياكوبس فوربس (بالهولندية: Robert Forbes)‏ هو كيميائي ومؤرخ هولندي، ولد في 21 أبريل 1900 في بريدا في هولندا، وتوفي في 13 يناير 1973 في هارلم في هولندا.